# ألفارو دي بازان
ألفارو دي بازان الأول ماركيس سانتا كروز دي موديلا (بالإسبانية: Álvaro de Bazán, 1st Marquis of Santa Cruz) وهو أميرال إسباني عسكري ولد في يوم 12 ديسمبر 1526 في مدينة غرناطة في إسبانيا حارب مع إسبانيا في عدة حروب وخاصتا مع الملك فيليب الثاني ملك إسبانيا ومن أهمها حرب الخلافة البرتغالية وفي الحرب الإيطالية 1551-1559 وفي حصار مالطا وفي الحرب الأنجلو-أسبانية وحقق عدة انتصارات معه توفي هذا الأميرال في يوم 9 فبراير 1588 في مدينة لشبونة في البرتغال، ونصب له تمثال في مدينة مدريد عاصمة إسبانيا تخليدا لذكراه.

## روابط خارجية
- ألفارو دي بازان على موقع الموسوعة البريطانية (الإنجليزية)